# Dhammapada
De Dhammapada, een collectie verzen uit het theravada-boeddhisme, is een samenstelling van 423 verzen van de Boeddha, verdeeld over 26 hoofdstukken. Hierin worden de wijsheden van Boeddha beschreven, in de vorm van korte spreuken.
Dhamma is Pali voor Leer of Waarheid (Sanskriet: dharma). Pada betekent woord, vers of pad. Mogelijke vertalingen van Dhammapada zijn dus: Het Pad van de Waarheid, of Verzen over Dhamma.
Deze verzen hebben ieder ook een gedetailleerde commentariële traditie, betreffende de aanleiding, de reden waarom de Boeddha de betreffende woorden uitsprak, en de situatie waarin de spreuk ontstond. Deze traditionele achtergrondverhalen worden verondersteld te zijn opgetekend zo'n 1000 jaar na het overlijden van Sakyamuni, of Gautama Boeddha. Enkele verzen treffen we eveneens aan in een van de vroegste boeddhistische geschriften, de Sutta Nipata.
De Dhammapada maakt deel uit van de Khuddaka Nikaya, een onderdeel van de Sutta-pitaka van het Pali Canon; de erkende geschriften van het Theravada-boeddhisme. De Dhammapada is een van de toegankelijkste en daarmee populairste boeken van het Boeddhisme. Er zijn ca. 40 vertalingen naar het Engels verschenen en ook naar andere talen zoals het Bahasa Indonesia zijn er versies uitgegeven.

## Nederlandse vertalingen (in boekvorm)
- Dhammapada - Ingeleid en vertaald vanuit het Pali door Tonny Kurpershoek-Scherft (uitgeverij De Driehoek)
- Dhammapada - Wijsheid van de Boeddha - Nederlandse versie gebaseerd op de Engels - Pali editie van Harischandra Kaviratna (uitgeverij Theosophical University Press)
- Dhammapada - Ingeleid en vertaald door Paul Boersma. Een metrische vertaling van de boeddhistische klassieker, met commentaar en thema register.
- Woorden van Boeddha - met het volledige Dhammapada. Ingeleid en vertaald door J.A. Blok vanuit het Sanskriet en Pali (uitgeverij AnkhHermes)
- Dhammapada - het pad der waarheid. Ingeleid en vertaald door Drs. André de Vente (uitgeverij Panta Rhei)